# Sint-Laurentiuskerk (Gau-Algesheim)
De Sint-Laurentiuskapel op de Laurenziberg is een bedevaartskerk in Gau-Algesheim in de Landkreis Mainz-Bingen, Rijnland-Palts.

## Geschiedenis
De bedevaartskerk werd in 1707 op de plaats van een parochiekerk van een verdwenen dorp gebouwd. De architect August Greifzu liet de kerk vervolgens in 1906 in gotiserende stijl verbouwen. 
Het kerkgebouw betreft een zaalkerk met een driezijdig gesloten koor. Het hoogaltaar uit 1680 stamt uit de Lambertuskapel van de dom van Mainz. De zijaltaren werden in 1720 gebouwd en stonden ooit in de Mainzer Christoffelkerk
Na de Dertigjarige Oorlog werden er regelmatig processies vanuit Gau-Algesheim naar de kapel georganiseerd. Deze bedevaart werd als snel gecombineerd met het zegenen van huisdieren. De oorsprong van dit gebruik, dat zich later in een kerkelijke zegening van paarden ontwikkelde, stamt waarschijnlijk uit een uitbraak van veeziekte in het op enkele kilometers zuidwestelijk van het kerkgebouw gelegen Dromersheim.   
Het feest kende een grote populariteit en de kapel werd al snel te klein. Daarom besloot het kerkbestuur aan de zuidelijke kant van buitenaltaar aan te bouwen, dat in 1931 werd ingewijd.

## Bron
- (de)  De kerk op regionalgeschichte.net